# Mianmari határkonfliktus (2010–2012)
A 2010–2012-es mianmari határkonfliktus a Mianmari Fegyveres Erők (Tatmadav) és a Karen Buddhista Demokratikus Hadsereg szakadár csoportjai között dúló összecsapások sorozata. Az összetűzések a Thaifölddel közös határszakasz mentén a 2010. november 7-én tartott mianmari választásokat követően pattantak ki. Egyes becslések szerint legalább 10 000 ember menekült el Thaiföldre a véres összecsapások elől. Abban egyetértés mutatkozik, hogy mivel sokan nem voltak megelégedve a választások eredményével, és mögötte csalást sejtettek, a konfliktus polgárháborúvá is fajulhat.

## Előzmények

### Június
- Június 12. A KNLA 12 katonát ölt meg.[7]

### Október
- Október 1. A mianmari katonák és egy elszakadáspárti san sereg között órákkal azután, hogy egy karen csapat rajtaütésekor több mianmari katona is meghalt, harcok törtek ki.[8]
- Október 19. A KNLA 4000 katonája állt harckészültségben.[9]

### November 8–9
A harcok november 8-án Karen állam Myawaddy városában kezdődtek. A DKBA seregeinek jelenlétére válaszul a kormány nehéztüzérséget telepített a városba. Állítólag megfélemlítették a lakosokat, hogy aki nem szavaz, azt lelövik. A Három Pagoda ösvényének környékén is összetűzések voltak. Úgy gondolják, legalább hárman meghaltak és 20-an megsebesültek, amikor a mianmari hadsereg egyik tüzérségi lövedéke egy piacba csapódott Myawaddy központjában. Legalább öt civil thai halt meg, amikor felrobbant egy rakétameghajtású gránát a Mianmar és Thaiföld határán fekvő Mae Szotban.
Becslések szerint legalább 10 000 menekült hagyta el Burmát, és próbált meg letelepedni Thaiföldön. El akarták kerülni az erőszakot. A DKBA csapatai november 9-én elfoglalták Myawaddy városát, és sikeresen megvédték a kormány katonáival szemben. Azóta a város el van árva a külvilágtól, és nem lehet további információkhoz jutni.
Thai források szerint a mianmari hadsereg a késő este folyamán visszafoglalta a város nagyobbik részét. Ezt egy ütközet előzte meg a hadsereg és a DKBA csapatai között. Másnap reggel már csak kis területek maradtak a felkelők irányítása alatt. A több ezer menekültet védelmező thai hadsereg bejelentette, hogy amint rendeződnek a városban a dolgok, visszaküldik a hozzájuk menekült mianmariakat.
November 9-én délben már arról szóltak a hírek, hogy a kormány katonái teljes egészében visszanyerték a terület fölött az irányítást, és a felkelők csapatait visszaszorították a környező erdőkbe. A thai köztisztviselők elkezdték a hozzájuk menekült 15 000 mianmari kitoloncolását.
November 9-én a menekültek a folyón keresztül folyamatosan hagyták el Thaiföld területét. A kormány szerint elfojtotta az erőszakot, és többé nem lehet találkozni a DKBA fegyvereseivel. Egyes vélemények szerint a lövöldözésekben 5–10 civil vesztette életét. A honvédség és a felkelők nem adtak ki jelentést arra vonatkozólag, hogy körükben hányan estek áldozatul.

### November 10-től
November 10-én a kormányerők és a felkelők csapatai között a Három Pagoda ösvényén tovább folytatódtak az összecsapások. Másnap mindkét csapat folytatta a támadásokat. Kölcsönösen rakétákkal lőtték egymás állásait. Egyes jelentések szerint rövid időre a DKBA seregei átvették Phayathonzu felett az irányítást, azonban a kormány katonái sikeresen kiűzték a felkelőket. Egy thai köztisztviselő szerint reggel 4 és 6 óra között mindkét fél legalább 30 rakétát lőtt ki. Az ezt megelőző napokban mindkét fél megerősítette csapatait. A DKBA egyik bázisát, Waw Layt egy heves tüzérségi támadásban szintén megsemmisítette a kormány.
November 12-én az Al-Jazeera English arról számolt be, hogy a DKBA és a Karen Nemzeti Felszabadítási Hadsereg összefogott, hogy közös erővel akadályozzák meg a kormánynak a megsemmisítésükre irányuló hadjáratát. Mivel mindkét fél rakétákat lőtt ki, ismét elszabadultak az indulatok. A harcok alatt egy rakétagránát Tinetayar kolostor közelében csapódott be. A támadásban 3, egy közeli kórházba tartó civil sebesült meg.
November 14-én ismét összetűzés alakult ki, amikor a DKBA aknavetővel és könnyűtüzérségi eszközökkel lőtte a kormány katonáit. Az újonnan kialakult harcok miatt legalább 200 civil menekült a szomszédos Thaiföldre. A thai tisztviselők amint véget értek a harcok, azonnal visszaküldték az összes menekültet.
November 27-én a DKBA fegyveresei rajtaütöttek a kormány erőn, és egy embert megöltek, 8 katonát pedig megsebesítettek. A katonaság 81 milliméteres gránátokkal viszonozta a tüzet. A jelentések nem említenek áldozatokat a felkelők oldaláról. Az összetűzések miatt a jelentések szerint 1000 ember ismét Thaiföldre menekült.
November 27-én harcok törtek ki a Kawkareikhez tartozó Phaluu faluban, amelyek 30-án tovább súlyosbodtak. Phaluu 40 km-re van a Mae Szot és Myawaddy közötti határtól, ahol november 27-én indultak meg a harcok.

## Gazdasági hatása
Az összetűzések nem számítottak újdonságnak a határon fekvő Mae Szot életében. A választások után kitört zavargás azonban jelentős szerepet játszott abban, hogy lecsökkent a Thaiföld és Mianmar közötti kereskedelem volumene. A lezárt határon bonyolódott ugyanis a kereskedelem jelentős hányada, aminek éves mértéke 30–36 milliárd bát körül mozgott.

## Nemzetközi reakciók
- – Pan Gimun főtitkár aggodalmait fejezte ki a kormány katonái és a nemzetiségi felkelők között kirobbant harcok hallatán. "Mindkét féltől azt kérte, hogy ahogy csak lehet, tartózkodjanak minden olyan cselekedettől, mely tovább növeli a feszültséget és az instabilitást ebben az amúgy is elég érzékeny időszakban."[35]
- – Az Ausztrál Zöldek azt követelik, hogy a választási csalások és az azok miatt kialakult erőszak miatt vezessenek be kereskedelmi embargót Mianmarral szemben.[36]
- – A Külügyminisztérium nyilatkozata szerint együtt fognak működni a Canadian Friends of Burma szervezettel, és rajtuk keresztül megpróbálnak segélyeket eljuttatni a harcok miatt elmenekült mianmariaknak.[37]
- – A thai kormány mindkét felet önmérsékletre szólította fel, mivel több M79 típusú gránát csapódott be thai területre.[38]